# Dragging Canoe
Dragging Canoe (Cherokee: ᏥᏳ ᎦᏅᏏᏂ Tsiyu Gansini, dt. Er schleppt sein Kanu) (* um 1738; † 29. Februar 1792 in Running Water Town, Tennessee) war ein Kriegshäuptling der Cherokee, der eine Gruppe unzufriedener Cherokee gegen die Kolonisten und Siedler im oberen Süden der Vereinigten Staaten anführte.
Während und nach der Amerikanischen Revolution wurden Dragging Canoes Truppen manchmal von Muskogee, Chickasaw, Shawnee und anderen Indianern, zusammen mit britischen Loyalisten und Agenten Frankreichs und Spaniens unterstützt. Die Konflikte überdauerten den Amerikanischen Unabhängigkeitskrieg um ein Jahrzehnt. Dragging Canoe wurde der bedeutendste Kriegshäuptling seiner Zeit im Südosten des Landes. Er diente den Chickamauga Cherokee (Lower Creek) als Kriegshäuptling von 1777 bis zu seinem Tod 1792; ihm folgte John Watts.

## Leben

### Kindheit und Jugend
Dragging Canoe wurde um 1738 von Nionne Ollie (Gezähmte Taube) von den Natchez geboren. Er und seine Mutter wurden gefangen genommen, als er ein Säugling war, und von den Cherokee assimiliert und vom Haushalt Oconostotas adoptiert. Sein Vater war Attakullakulla (Kleiner Zimmermann) ein geborener Nipissing. Sie lebten bei den Overhill Cherokee am Little Tennessee River.
Als Kind überlebte Dragging Canoe eine Pockeninfektion, sein Gesicht war davon gezeichnet. Laut einer Cherokee-Legende erhielt er seinen Namen durch ein Ereignis in seiner frühen Kindheit. Dragging Canoe wollte unbedingt an einem Kriegszug gegen die benachbarten Shawnee teilnehmen und sein Vater sagte ihn, er könne mitkommen, sobald er sein Kanu tragen könne. Er versuchte seine Bereitschaft für den Kriegszug zu zeigen und versuchte das schwere Kanu zu tragen, konnte es aber nur hinter sich herschleppen.

### Kriegshäuptling der Cherokee
Dragging Canoe nahm erstmals während des Cherokee-Krieges (1759–1761) an einem Kriegszug teil. Er wurde danach zu einem der stärksten Gegner der Siedler der britischen Kolonien, die in das Land der Cherokee eindrangen. Schließlich wurde er der Anführer von Mialoquo, einer Cherokee-Siedlung am Little Tennessee River.
Als die Cherokee sich mit den Briten im Unabhängigkeitskrieg verbündeten, wurde Dragging Canoe Anführer in einem der wichtigsten Angriffe. Nach dem Gegenschlag der kolonialen Milizen, die die Dörfer in den Mittleren, Tal und Lower Towns zerstörten, wollten sein Vater und Oconostota Friedensverhandlungen aufnehmen. Dragging Canoe weigerte sich die Niederlage zu akzeptieren und führte eine Gruppe Overhill Cherokee nach Süden. Sie siedelten oberhalb des Zusammenflusses des South Chickamauga Creek und des Tennessee River, in der Gegend des heutigen Chattanooga (Tennessee). Danach nannten die Siedler sie Chickamauga nach ihrer Siedlung am Fluss. Sie errichteten 11 Dörfer, darunter auch das später Old Chickamauga Town genannte Dorf. Dieses Dorf lag am gegenüberliegenden Ufer des Handelspostens von John McDonald, dem britischen Assistent Superintendent. Er versorgte die Chickamauga mit Waffen, Kanonen, Munition und Vorräten, die sie für ihre Kriegsführung brauchten.
Im Frühling 1779 führte Evan Shelby eine Expedition von Kolonialisten aus Virginia und North Carolina an, die auszogen um die Dörfer Dragging Canoes und seiner Chickamauga zu zerstören. Shelby schickte eine Schilderung seines Erfolges an Patrick Henry und ging davon aus, die Chickamauga seien nun zum Frieden bereit.
1782 wurden ihre Dörfer zum zweiten Mal von den Truppen der Vereinigten Staaten angegriffen. Die Zerstörungen, die von Colonel John Seviers Truppe verursacht wurden, zwang die Chickamauga den Tennessee River weiter hinab zu ziehen. Dragging Canoe nutzte die natürlichen Hindernisse des Tennessee River Gorge (Canyon) um die Five Lower Towns zu gründen. Diese waren Running Water Town (das heutige Whiteside), Nickajack Town (bei einer gleichnamigen Höhle), Long Island (im Tennessee River), Crow Town (an der Mündung des Crow Creek) und Lookout Mountain Town (heute Trenton (Georgia)). Danach wurden diese Chickamauga alternativ als Lower Cherokee bezeichnet.
Von seiner Basis in Running Water Town führte Dragging Canoe Angriffe auf weiße Siedlungen im ganzen Südosten an, insbesondere gegen die Kolonialisten an den Flüssen Holston, Watauga und Nolichucky und im Osten von Tennessee. Nach 1870 griff er auch Siedlungen im Gebiet des Cumberland River, des Washington District, der Republic of Franklin und im zentralen Tennessee an, sowie Siedler in Kentucky und Virginia. Seine drei Brüder Little Owl, Badger und Turtle-at-Home kämpften oft an seiner Seite.

### Tod
Dragging Canoe starb am 29. Februar 1792 in Running Water Town, durch Erschöpfung, oder möglicherweise an einem Herzinfarkt, nachdem er die ganze Nacht getanzt hatte um den Abschluss einer Allianz mit den Muskogee und den Choctaw zu feiern. Zudem feierten die Chickamauga einen kürzlich errungenen Sieg einer ihrer Kriegergruppen gegen die Siedlungen in Cumberland.

## Vermächtnis
Historiker wie John P. Brown in seinem Buch Old Frontiers oder James Mooney in seinem frühen ethnographischen Werk Myths of the Cherokee betrachten Dragging Canoe als Vorbild für den jüngeren Tecumseh, der ein Mitglied der Shawnee war und bei den Chickamauga lebte und sich an ihren Überfällen beteiligten. In Tell Them They Lie beschreibt ein direkter Nachkomme Sequoyahs, der so genannte Traveller Bird, dass sowohl Tecumseh, als auch Sequoyah als junge Krieger bei Dragging Canoes Gruppe lebten.